# Anstrude
Pour les articles homonymes, voir Sainte Anstrude.
Anstrude, est une noble franque de la fin du VIIe siècle, fille de Waratto, maire du palais de Neustrie, et d'Anseflède, et épouse de Berchaire, maire du palais de Neustrie.
À la mort d'Ebroin, maire du palais de Neustrie qui avait tenté de soumettre les nobles neustriens, les grands seigneurs de Neustrie s'étaient accordés pour nommer maire de palais un seigneur de faible pouvoir, afin de garder leur indépendance : ils avaient choisi Warrato. Après quelques différends entre Warrato et son fils Ghislemar qui renversa son père avant d'être tué, Warrato meurt en 686. Anseflède, sa veuve, s'arrange pour faire désigner son gendre Berchaire, le mari d'Anstrude.
Mais la guerre est déclarée entre la Neustrie et l'Austrasie et Berchaire, peu capable, est battu à Tertry en juin 687 par Pépin de Herstal, le maire du palais d'Austrasie. Ansflède fait alors assassiner Berchaire, puis négocie la paix avec Pépin de Herstal, et marie Adaltrude, fille de Berchaire et d'Anstrude, avec Drogon, duc de Champagne, le fils aîné de Pépin de Herstal.
On ne sait pas ce que devient ensuite Anstrude. En 708, à la mort de Drogon, c'est Ansflède qui s'occupe de l'éducation des quatre fils de Drogon, ce qui laisse supposer que la mère (Adaltrude) et la grand-mère (Anstrude) sont déjà mortes, pour que ce soit l'arrière-grand-mère qui s'en occupe.